# Reteporella reginae
Reteporella reginae är en mossdjursart som beskrevs av Hayward 2000. Reteporella reginae ingår i släktet Reteporella och familjen Phidoloporidae. Inga underarter finns listade i Catalogue of Life.